# Детинец

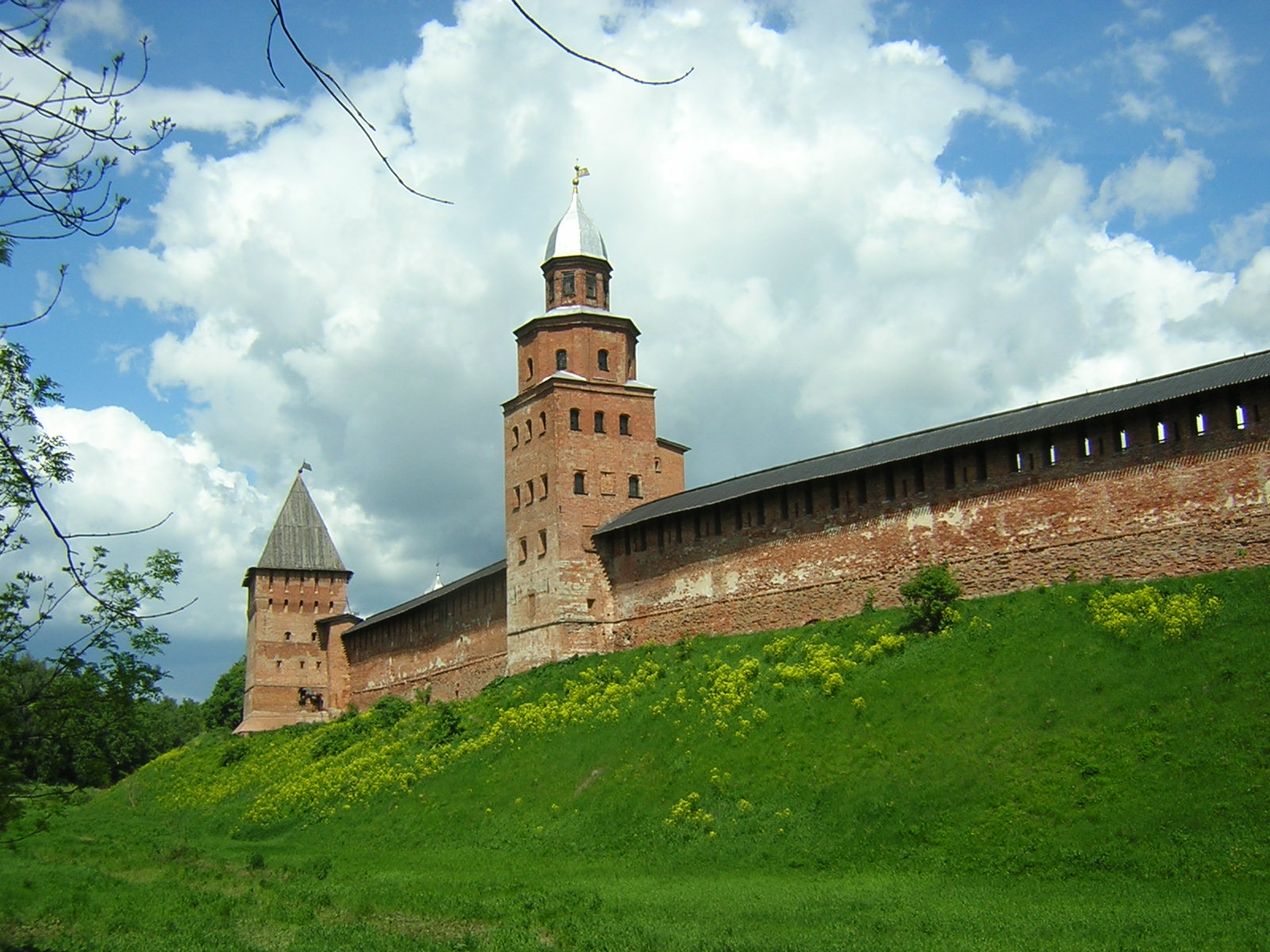
Новгородский детинец.

Дети́нец или Днешний град — центральная и наиболее древняя часть древнерусских городов, одно из названий внутренней городской крепости (цитадели), например, Новгородский детинец (Каменный город) и Киевский детинец, близко по значению к слову кремль.
К детинцу мог примыкать укреплённый окольный город либо неукреплённый посад. В летописях слово детинец встречается с 1097 года и было широко распространено до XIV века, когда в Северо-Восточной Руси оно было вытеснено термином «кремль» («кремник»), который впервые встречается в летописях под 1317 годом в рассказах о постройке Тверского кремля. В Западной Руси, находившейся под литовским и польским владычеством, вместо детинца вошёл в обиход термин «замок». Начиная с рубежа XIII—XIV веков слово детинец используется только в источниках новгородско-псковского происхождения. С этого времени слово можно рассматривать как новгородский диалектизм. Детинец, внутреняя крепостца, крепость внутри города; стена с бойницами, воротами, башнями, ограждающая важнейшую часть города, дворец, казну и прочее — Кремль (м.) крем, кремни́к, стар. и кром. Летописцы называли днешними градами также цитадели и замки чужеземных городов.

## Описание
Детинец занимал, как правило, господствующую точку ландшафта и был обнесён валами с деревянными стенами, которые имели одни или несколько ворот. Оборонительная ограда детинца по большей части состояла из деревянной венчатой или каменной стены с башнями. Был важнейшей социально-топографической структурой древнерусского города и находился под постоянным вниманием княжеской власти. Служил основной опорой при обороне жителей населённого пункта от нападающих. Завоевателям было достаточно трудно взять детинец силой.
В детинце жили князья, бояре, духовенство. Здесь находились дворцы и соборы, другие храмы. Нельзя считать, что детинец был населён исключительно социальной верхушкой. Здесь жили и менее состоятельные слои населения, которые, однако, не занимали отдельной территории. Ремесленники и челядь были составной частью хозяйства феодала, и это обстоятельство предопределяло пёстрый характер заселения детинца. Во время археологических раскопок на местах бывших детинцев довольно часто обнаруживают и следы развитого ремесла.
На детинце были торговые площади и улицы. В представлениях тогдашнего народа он был равнозначен самому городу. Вероятно, всегда, когда в летописи сообщалось о закладке тем или иным князем града (нового или большого), речь шла о строительстве укреплений вокруг детинца. Сооружение таких укреплений способствовало концентрации вокруг них населения. Со временем детинец мог увеличиваться в размерах; улучшалась и его оборонительная система.
Крупнейшим во времена Древней Руси был детинец Киева — город Владимира, площадью 10 га.

## Происхождение слова
Большая часть исследователей связывает его происхождение со словом дети. Так, например, Е. Болховитинов в 1808 году высказывал версию, что во время вражеских нашествий детей (дабы уберечь) сводили в крепость. Отсюда и название — «детинец». Археолог Новгородского детинца M. X. Алешковский считал, что детинцем крепость называлась потому, что в ней жили княжеские дружинники, называемые отроками, детскими. Но в самом Новгородском детинце князья никогда не жили, здесь была резиденция новгородских владык. Князья же жили на Городище или, возможно, неподалёку за Волховом — на Ярославовом Дворище. Ф. Ласковский предполагает происхождение слова от глагола деть (девать, поместить), исходя из того, что крепость была тем местом, где в случае опасности помещали самое важное: церковные святыни, имущество, жён и детей. По мнению академика В. Л. Янина, название «детинец», возможно, связано со старейшими людьми — дедами-старейшинами, которые собирались там для решения различных вопросов. В доказательство академик приводит двор «Дединец» (пол. Dziedziniec) Краковской крепости на Вавеле, который выполнял ту же функцию. Есть также версия происхождения слова от днешний град (от дне-, что означает внутри).